# Aprostoma
Aprostoma is een geslacht van kevers uit de familie somberkevers (Zopheridae).

## Soorten
Deze lijst is mogelijk niet compleet.
- A. anguliceps
- A. auberti
- A. carinata
- A. compactus
- A. filum
- A. mroczkowskii
- A. planifrons
- A. pulawskii
- A. simplex